# Isaac Alfaiate
Isaac Miguel Costa Alfaiate (Moura, 11 de dezembro de 1988) é um ator e modelo português. Foi premiado na categoria de "Melhor Modelo Masculino" na edição dos Globos de Ouro de 2008. Nasceu em Beja e é natural de Moura, no Alentejo. 

## Filmografia

### Televisão
| Ano         | Projeto                       | Papel                    | Notas                 | Canal |
| ----------- | ----------------------------- | ------------------------ | --------------------- | ----- |
| 2006 - 2007 | Morangos com Açúcar 4         | André Marquês            | Protagonista          | TVI   |
| 2007        | Casamento de Sonho            | Ele Próprio              | Participação          | TVI   |
| 2008        | A Outra                       | Pedro                    | Elenco Adicional      | TVI   |
| 2009 - 2010 | Deixa Que Te Leve             | Manuel Carrapiço         | Elenco Principal      | TVI   |
| 2011 - 2012 | Anjo Meu                      | Vasco Afonso Raposo      | Elenco Principal      | TVI   |
| 2012 - 2013 | Doce Tentação                 | Henrique Martins         | Participação Especial | TVI   |
| 2012 - 2013 | Doce Tentação                 | Diogo Bastos             | Participação Especial | TVI   |
| 2012        | Morangos com Açúcar - O Filme | André Marquês            | Protagonista          | TVI   |
| 2013 - 2014 | Destinos Cruzados             | Rufino Cabreira          | Elenco Principal      | TVI   |
| 2013        | Dança com as Estrelas 1       | Ele Próprio              | Concorrente           | TVI   |
| 2014        | O Beijo do Escorpião          | Ricardo de Albuquerque   | Elenco Principal      | TVI   |
| 2016        | A Impostora                   | Miguel Fonseca           | Elenco Principal      | TVI   |
| 2017 - 2018 | Inspetor Max                  | Tiago Mendes             | Co-Protagonista       | TVI   |
| 2017        | MasterChef Celebridades       | Ele Próprio              | Concorrente           | TVI   |
| 2018 - 2019 | Valor da Vida                 | Paulo Bastos             | Elenco Principal      | TVI   |
| 2019        | Juntos em Festa               | Ele Próprio              | Apresentador          | TVI   |
| 2020        | Quer o Destino                | João Costa de Santa Cruz | Antagonista (F1)      | TVI   |
| 2020        | Quer o Destino                | João Costa de Santa Cruz | Protagonista (F2, F3) | TVI   |
| 2022 - 2023 | Quero é Viver                 | Raúl Pires               | Elenco Principal      | TVI   |
| 2023 - 2024 | Festa é Festa                 | Fábio Patrick            | Elenco Principal      | TVI   |
| 2024 - 2025 | A Fazenda                     | Ary da Silva             | Elenco Principal      | TVI   |
| 2025        | Congela                       | Ele Próprio              | Concorrente           | TVI   |

### Cinema
| Ano  | Projeto                       | Papel         |
| ---- | ----------------------------- | ------------- |
| 2010 | I Wanna Look Like Brad        |               |
| 2011 | Né?                           |               |
| 2012 | Analepsys                     |               |
| 2012 | Morangos com Açúcar - O Filme | André Marquês |

## Moda
- Venceu, em 2005, o concurso Modalfa Fashion Dream.
- Venceu em 2008 um Globo de Ouro Melhor Modelo Masculino.[1]
- É agenciado na agência GLAM.
- Participou em diversos trabalhos de publicidade para moda.

## Teatro
| Ano         | Peça                     | Personagem | Produção                          |
| ----------- | ------------------------ | ---------- | --------------------------------- |
| 2014 - 2015 | A Branca de Neve no Gelo | Príncipe   | João A. Guimarães e Joana Quelhas |
| 2016        | Musical: "Rock in Rio"   | Miguel     | Rock in Rio                       |